# 島田磬也
島田 磬也（しまだ きんや、1909年6月30日 - 1978年11月20日）は、日本の作詞家である。戦前期、テイチクレコードでの作曲家・大久保徳二郎、歌手・ディック・ミネとのトリオは、ヒット・メイキング・チームであった。

## 来歴・人物
1909年（明治42年）6月30日、熊本県熊本市西鋤身崎町（現在の西子飼町）で生まれる。乳飲み子の頃は八代市で暮らしたが両親の離婚により3歳の時に母と祖母と共に人吉市に転居する。母は再婚し弟を儲けたがその婚家も追われることとなり、山鹿市の長屋へ移り住んだ。1918年（大正7年）に再度熊本市内坪井町に、翌1919年（大正8年）の春には菊池市隈府に、更に翌1920年（大正9年）には熊本市十二衆小路町に転居した。
12歳の頃、碩台小学校を5年で修了すると六間町の鉄店に小僧奉公に出る。1923年（大正12年）、15歳の時に鉄店を辞して母と北千反畑町に木炭店を開業する。このころから文学界などに投書を行い、詩作に打ち込む。島田は後に当時を「これらの雑誌に投書して勉強したのが、のちに歌謡詩人となった私に大いに役立ったと思っている。」と振り返っている。1925年（大正14年）、17歳の頃には島田はすっかり文学に傾倒し、木炭店は倒産した。その後は新聞記者の見習いや旅館の小番頭など職を転々とし、1926年（昭和元年）12月に熊本県立第一高等女学校の講演のため熊本に来ていた西條八十を訪ね、来年上京する決心を打ち明けて助力を乞うた。西條は「詩人として生活するのは大変だから、時季が車で自重するように」と伝えたが島田の決意は固く、翌1927年（昭和2年）の2月に熊本を出て上京し、西條の押しかけ書生となる。同じく作詞家のサトウ・ハチローとは兄弟弟子にあたる。西條のもとで書生として3か月過ごしたのち、小石川区お駕篭町（現在の本駒込周辺。小石川駕籠町となったのち、1964年の町名統合で消滅）にあったコドモ社に入社する。ところがその年の末、川上四郎のもとに挿絵の原稿を取りに行く際、不注意でタクシーに轢かれる。幸いにも怪我は2か月半ほどで治ったが、その交通事故をきっかけに挫折感と郷愁を覚えた島田は職を辞して熊本へと戻ることとなる。
熊本に戻った島田は安己橋の近くにあった井之口レコード店に勤めるが、歌手にもなりたかった島田は夢を諦めきれず勤めていたレコード店の店主に書いてもらった日本蓄音器商会の文芸部長への紹介状を手に1929年（昭和4年）初頭に再度上京する。上京した島田は日本蓄音機商会で給仕を半年ほど勤めたのち、壮丁検査のため帰郷。結果は第一乙種補充兵であり兵役を免れた島田は井之口レコード店の紹介で米屋で旅費を稼ぎ再度上京する。しかし再度上京したころには日本蓄音機商会は移転、部長も変わっていた。島田は再び給仕として採用されたもののそのうちより若い給仕が採用されたことでクビとなり、友人の家や木賃宿を転々とした。このころには歌手の夢を諦めていた島田であったが、生活の苦しさから藁にも縋る思いで関屋敏子のもとに通いつめ門下生となるが、関屋宅を訪れた有島生馬に詩人の才能を生かすべきだと意見され、関屋にも諭されたことから歌手の夢を諦める。
1930年（昭和5年）9月に出版した同人誌「詩灯」の巻末に掲載した詩が松平信博の目に留まり、曲を付けられたものが1931年（昭和6年）に「当世娘気質」としてレコードとなる。この原稿料で一旦帰郷したのち再度上京した島田は職を転々としたのち、1933年（昭和8年）に職を辞して西神田三崎町の路地裏にある3畳間で作詩に専念した。食事にも困り、電停などで拾い喫みをするようなひどい生活であったが、1934年（昭和9年）、「主婦の友」連載小説「地上の星座」主題歌募集に一等当選。師である西條八十と共に作詞した「川原鳩なら」（歌：藤山一郎）で作詞家デビュー。
1937年（昭和12年）にリリースした東海林太郎歌唱の『湖底の故郷』、上原敏歌唱の『裏町人生』は大ヒットとなる。
大久保徳二郎、ディック・ミネと組んだ楽曲で一世を風靡した。尚、ミネが1953年に島田の作詞曲『長崎エレジー』を第4回NHK紅白歌合戦にて歌唱している。
映画においては、1939年（昭和14年）12月14日に公開された日活京都撮影所作品、オペレッタ時代劇の『鴛鴦歌合戦』の構成と作詞を、作曲の大久保徳二郎とともに担当した。
戦後も石原裕次郎が島田が作詞したミネの楽曲をカヴァーし、ふたたびヒットする。また1959年（昭和34年）に村田英雄がリリースした『黒田武士』（作曲者不詳）の作詞をするなどして活躍。戦中戦後を通じてのヒットメーカーのひとりだった。
1966年（昭和41年）、『孤情の詩旗』（南北出版サービスセンター）を上梓する。
晩年は若い頃より趣味としていた詩吟の普及・指導にも努めた。
1978年（昭和53年）11月20日に死去。69歳没。

## ディスコグラフィ
- 羽衣歌子『当世娘気質』、作曲松平信博、1931年
- 藤山一郎『川原鳩なら』、共同作詞西條八十、作曲佐々木俊一、1934年　※松竹映画『地上の星座』主題歌
- ディック・ミネ『望郷の唄』、作曲古賀政男、1935年
- 楠木繁夫『女の階級』、作曲古賀政男、1936年（村瀬まゆみ名義）
- 楠木繁夫『啄木の歌』、作曲古賀政男、1938年
- 上原敏『裏町人生』、作曲阿部武雄、1937年
- 東海林太郎『湖底の故郷』、作曲鈴木武男、1937年
- 藤山一郎、鈴木吟亮『白虎隊』、作曲古賀政男、1937年
- 東海林太郎、上原敏『泣き笑いの人生』、作曲飯田景応、1938年
- 上原敏『波止場気質』、作曲飯田景応、1938年
- 東海林太郎『人生航海』、作曲飯田景応、1938年
- 美空ひばり、鶴田浩二『軍国の母』、作曲古賀政男、1938年
- ディック・ミネ『或る雨の午後』、作曲大久保徳二郎、1939年
- ディック・ミネ、藤原千多歌『長崎エレジー』、作曲大久保徳二郎、1947年
- ディック・ミネ『夜霧のブルース』、作曲大久保徳二郎、1947年
- 田端義夫『嘆きのピエロ』、作曲大久保徳二郎、1947年
- 村田英雄『黒田武士』、作曲不詳、1959年

## フィルモグラフィ
- 鴛鴦歌合戦　1939年　監督マキノ正博、音楽大久保徳二郎、主演片岡千恵蔵　※日活京都撮影所

## ビブリオグラフィ
- 『孤情の詩旗』、南北出版サービスセンター、1966年
- 『裏町人生』、創林社、1978年

## 歌碑
- 湖底の故郷 - 小河内ダムに沈む小河内村を歌った曲であることから奥多摩湖畔に歌碑が建立されている[4]。

## 註
1. ↑  “熊本市 旧・新町名対照表 （住居表示実施区域）”.   熊本市 (2021年11月29日). 2025年7月8日閲覧。
2. 1 2 3 4 5 6 7 8 9 10 11 12  『裏町人生』1978年。doi:10.11501/12464417。2025年7月8日閲覧。
3. ↑  “駕籠(かご)町小学校　学校概要　校名の由来”. www.bunkyo-tky.ed.jp. 2025年7月8日閲覧。
4. 1 2  『音盤歌謡史』1975年。doi:10.11501/12438512。2025年7月10日閲覧。
5. ↑  Wikipedia「鴛鴦歌合戦」の項、および日本映画データベースの「鴛鴦歌合戦」の項の記述を参照。